# Узіков Станіслав Вадимович
Станісл́ав Вад́имович ́Узіков (1995 — 8 травня 2022, Маріуполь) — український громадський активіст; військовослужбовець, учасник російсько-української війни.

## Життєпис
Станіслав Узіков народився 1995 року. 2014 року під час Революції гідності долучився до громадської організації «Патріот України».
Долучився до лав Збройних сил України. З початком повномасштабного вторгнення Росії в Україну брав участь в обороні Маріуполя як снайпер 12-ї бригади спеціального призначення «Азов».
Загинув 8 травня 2022 року в Маріуполі на території оточеного російськими окупаційними військами металургійного комбінату «Азовсталь». Указом Президента України № 504/2022 від 28 липня 2022 року Станіслав Узіков нагороджений орденом «За мужність» ІІІ ступеня (посмертно).

## Вшанування
- 26 липня 2024 року в Одесі перейменували вулицю на честь Станіслава Узікова.[5]